# Lomsen, Gästrikland
Lomsen är en sjö i Sandvikens kommun i Gästrikland och ingår i Gavleåns huvudavrinningsområde. Sjön är 2 meter djup, har en yta på 0,097 kvadratkilometer och befinner sig 77,9 meter över havet.

## Delavrinningsområde
Lomsen ingår i det delavrinningsområde (672980-155353) som SMHI kallar för Utloppet av Lomsen. Medelhöjden är 80 meter över havet och ytan är 0,29 kvadratkilometer. Det finns ett avrinningsområde uppströms, och räknas det in blir den ackumulerade arean 12,52 kvadratkilometer. Vattendraget som avvattnar avrinningsområdet har biflödesordning 2, vilket innebär att vattnet flödar genom totalt 2 vattendrag innan det når havet efter 42 kilometer. Avrinningsområdet består mestadels av skog (67 procent). Avrinningsområdet har 0,1 kvadratkilometer vattenytor vilket ger det en sjöprocent på 32,8 procent.